# Zitha rubicundalis
Zitha rubicundalis är en fjärilsart som beskrevs av Saalmüller 1880. Zitha rubicundalis ingår i släktet Zitha och familjen mott. Inga underarter finns listade i Catalogue of Life.